# Свети Георги (Хаджидимовски манастир)
„Свети Георги Победоносец“ е католикон на Хаджидимовския манастир, подчинен на Неврокопската епархия на Българската православна църква. Обявен е за паметник на културата с регионално значение. Манастирът е най-големият по долината на Места и трети в Югозападна България след Рилския и Роженския.

## История
Църквата е изградена през 1864 година. Надписът в храма гласи:
| „ | Съгради се този храмъ прѣзъ 1864 год. съ общо на христиѧнитѣ иждивеніе, а тукъ се изобрази въ времето на третиѧ Български Екзархъ Йосифъ Iй и първиѧ Бълг. Неврокопски Митрополитъ Иларионъ I 1911. | “ |

В следващата 1865 г. църквата е осветена.

## Интериор
Иконостасът е дъсчен, но колонките му са резбовани. Резбовани красиво са и царските двери. Змейовете от двете страни на разпятието са майсторски резбарски произведения.
Иконостасните икони са дело на неврокопския майстор Серги Георгиев. На иконата на Света Богородица има надпис: „Платецъ Ѳеѡдоръ Стефанович ѿ Неврокопъ на 1866 септем 15 рука Стергіа“. Подписът на иконата на Свети Анастасий е „1870 рук Стергіа“, а на „Възнесение Илиино“ „Платецъ честниы брате Иліа и Нікола Вулковы и чада егѡ напомненіе 1866 септемвріѧ з рука Стергіѧ“. Иконостасът и владишкият трон са възстановени по автентичния образец. В храма има смятана за чудотворна икона на Свети Георги, датирана към 1750-1800 г.
Стенописите в апсидата са от 1911 година, дело на дебърските майстори Теофил Минов, Мина Марков и Георги Димитров. Изобразени са Григорий Богослов, Василий Велики, Йоан Златоуст, Григорий Двоеслов, Методий епископ Моравски, и Кирил славянски просветител. Зографският надпис гласи: „Изписася изъ рѫцетѣ на Теофилъ Миновъ и Георги Димитровъ и Мина Марковъ отъ с. Каракьой 1911“. Стенописи има и по подтаванните арки – като над северните са сцени от живота на Христос, а над южните – от живота на Богородица. На тавана е Христос Вседържител.
В олтара на храма е изписано: „Съгради се този храмъ прѣзъ 1864 год. съ общо на християнитѣ иждивение, а тукъ се изобрази въ врѣмето на митрополитъ Иларион I 1911“.